# Hugo V., burgundski vojvoda
Hugo V. (1284. – 9. svibnja 1315.) bio je burgundski vojvoda, najstariji sin vojvode Roberta II. i njegove supruge Agneze Francuske, preko koje je bio unuk francuskog kralja.
Hugo je bio naslovni kralj Soluna, a nije se oženio ili imao djecu. Svome bratu Luju, Hugo je prodao titulu kralja Soluna. Huga je naslijedio mlađi brat, Odo IV., burgundski vojvoda.